# NGC 1410
NGC 1410 je galaksija u zviježđu Bik.

## Vanjske poveznice
- SEDS: NGC 1410